# Фэннинг, Шон
Шон Фэннинг (Shawn Fanning; 22 ноября 1980, Броктон, Массачусетс, США) — американский программист, интернет-предприниматель, создатель файлообменной компьютерной сети Napster, основатель компаний Snocap, B2B.

## Биография
Шон Фэннинг родился 22 ноября 1980 года в городе Броктон (штат Массачусетс). Во время учёбы в школе активно занимался спортом, но увлечение компьютерами и программированием заставило его бросить спорт. По окончании школы поступил в Северо-Восточный университет в Бостоне.
В июне 1999 года Фэннинг вместе с Шоном Паркером и ещё двумя друзьями создал первую в мире файлообменную пиринговую компьютерную сеть (peer-to-peer). За несколько дней программу скачало около пятнадцати тысяч пользователей. За этот короткий срок Шон Фэннинг и его друзья вызвали панику среди компаний музыкальной индустрии. В том же году Фэннинг бросил учёбу в университете, собрал деньги у инвесторов и зарегистрировал компанию. Каждый месяц к Napster прибавлялось по миллиону пользователей.
В 2000 году Фэннинг попал на обложки таких журналов, как Time и Fortune от 2 октября 2000 года.
В июле 2001 года правоохранительные органы закрыли Napster по причине нарушения авторских прав.
Шон Фэннинг исполнил камео в фильме 2003 года «Ограбление по-итальянски». По сюжету фильма, он якобы украл компьютерную программу Napster у одного из главных героев.
В 2002 году Фэннинг совместно с инженером Джорданом Мендельсоном и инвестором Роном Конвеем основал компанию Snocap.
В 2006 году Фэннинг и Конвей создали социальную сеть Rupture для MMORPG, нацеленную в основном на сетевую игру World of Warcraft.